# Karl Marx
Karl Marx (pol. Karol Marks; ur. 5 maja 1818 w Trewirze, zm. 14 marca 1883 w Londynie) – niemiecki filozof, socjolog, ekonomista, historyk, dziennikarz i działacz rewolucyjny pochodzenia żydowskiego (aszkenazyjskiego). Twórca marksizmu, w tym socjalizmu naukowego, współzałożyciel I Międzynarodówki.

## Życiorys

### Młodość i rodzina
Pochodził ze zasymilowanej rodziny żydowskiej, pochodzenia aszkenazyjskiego. Jego dziadek Meier Halewi Marx był rabinem w Holandii, pełniąc tę funkcję od 1723 roku.
Jako pierwszy z rodziny świecką edukację jako prawnik otrzymał Heinrich Marx, ojciec Karla. Gdy w 1816 jego wniosek o wykonywanie zawodu został odrzucony przez Ministerstwo Sprawiedliwości Prus ze względu na jego żydowskie pochodzenie i wiarę, choć wcześniej Heinrich próbował opóźnić chrzest, jednak w 1819 sytuacja materialna zmusiła go do zmiany wiary, by zostać prawnikiem. Heinrich Marx między kwietniem 1819 a końcem 1819 przeszedł z judaizmu na luteranizm Zmienił wówczas imię z pochodzącego z języka jidysz Herschela na niemieckiego Heinricha. W katolickim Trewirze Heinrich przeszedł na luteranizm dominujący w Prusach ze względu na swój racjonalizm.
Ojciec Karla popierał liberalizm klasyczny i zainteresował się ideami filozofów: Imanuela Kanta oraz Woltera. Brał udział w agitacji na rzecz wprowadzenia w Prusach konstytucji i reform, które ograniczyłyby monarchię absolutną. W 1815 roku rozpoczął karierę adwokacką, a w 1819 roku wraz z rodziną wprowadził się w Trewirze do dziesięciopokojowego domu przy Simeongasse (obecnie Simeonstrasse 8) w pobliżu Porta Nigra. Jego żona, Henrietta Pressburg była holenderską Żydówką, która pozostała przy judaizmie. Henrietta była bardzo opiekuńcza i religijna, co nie pozostało bez wpływu na jej dzieci.
Karl urodził się 5 maja 1818 roku w Trewirze, w budynku 664 przy Brückergasse . W 1928 roku lokal został zakupiony przez Socjaldemokratyczną Partię Niemiec, a współcześnie mieści się tam muzeum poświęcone Marxowi.
Niewiele wiadomo o dzieciństwie Karla. Był trzecim z dziewięciorga dzieci, najstarszym synem stał się, gdy w 1819 roku zmarł jego brat Moritz. Karl w sierpniu 1824 roku został ochrzczony w Kościele luterańskim wraz z rodzeństwem: Sophie, Hermannem, Henriette, Louise, Emilie i Karoline. Do 1830 roku miał prywatnego nauczyciela, kiedy rozpoczął naukę w nowo utworzonej szkole gimnazjalnej, której dyrektorem był przyjaciel jego ojca Hugo Wyttenbach. Zatrudniał on jako nauczycieli wielu liberalnych humanistów, co rozgniewało konserwatywny rząd. W 1832 roku policja zorganizowała nalot na szkołę i znalazła na miejscu literaturę głoszącą liberalizm. Władze zreorganizowały szkołę i wymieniły kilku pracowników.

### Okres studencki
W wieku 17 lat, w październiku 1835 roku, rozpoczął studia na Uniwersytecie w Bonn. Studiował prawo i ukończył sześć przedmiotów prawniczych, jednak był również zainteresowany filozofią i literaturą. Kontynuował naukę, gdy udało mu się uniknąć służby wojskowej. Nicolaievsky i Maenchen-Helfen twierdzą, że Marx dołączył do Klubu Poetów, który był monitorowany przez policję. Michael Heinrich stwierdza natomiast, że Marx był członkiem klubu literackiego, jednak nie ma dowodów na to, że był to ten sam krąg, ponieważ w aktach policji (które nie zostały zweryfikowane) nazwiska niektórych osób, które były w tym kręgu opuściły Bonn zanim Marx tam zamieszkał. Młody Marx dołączył też do klubu Landsmannschaft der Treveraner, którego został współprzewodniczącym. Marx lubił szermierkę, jednak nie brał udziału w żadnym pojedynku. Michael Heinrich twierdzi, że przeniesienie Karla na Uniwersytet Berliński nie było spowodowane chęcią ukrócenia pijactwa i zamieszek przez jego ojca, lecz było wcześniej zaplanowane, by Marx ukończył część studiów w Bonn, ponieważ były one znacznie tańsze niż w Berlinie.

### Początek działalności (1836–1843)
W lecie 1836 roku zaręczył się z Jenny von Westphalen, którą znał od wczesnej młodości. Odtąd spoważniał i bardziej odpowiedzialnie podchodził do nauki i pracy. Ich związek nie budził kontrowersji, jako iż w XIX w. Żydzi po chrzcie byli traktowani tak samo jak chrześcijanie, tak samo pozycja społeczna rodzin Marx i Westphalen była mniej więcej taka sama. Problemem była różnica wieku. Jenny była starsza cztery lata od Karla - siedemnastoletniego studenta. Marx jednak został zaakceptowany przez ojca Jenny, liberalnego arystokratę Ludwiga von Westphalen, z którym się przyjaźnił i był jego mentorem w Trewirze.
W październiku 1836 roku przybył do Berlina, gdzie wynajął pokój przy Mittelstraße. W listopadzie 1837 podczas choroby w tym mieście zainteresował się filozofią niedawno zmarłego Georga Wilhelma Hegla. Jest też możliwe, że przez czytanie Hegla Marx porzucił swoje próby pisania wierszy. W 1837 roku, w czasie rekonwalescencji w Stralau, dołączył do Klubu Doktora (Doktorklub), którego członkowie dyskutowali o filozofii Hegla, związał się tam z radykalnym nurtem interpretacji Hegla, tzw. młodoheglistami. Najważniejszymi jego przedstawicielami byli m.in. Ludwig Feuerbach, Bruno Bauer i Adolf Rutenberg, którego Marx poznał osobiście i z którym się zaprzyjaźnił. Młodohegliści odrzucili metafizyczne założenia Hegla, lecz przyjęli jego metodę dialektyczną, którą zastosowali w krytyce społeczeństwa, polityki i religii z lewicowego punktu widzenia. W maju 1838 zmarł ojciec Marxa, z którym łączył go silny związek emocjonalny.
W 1837 roku zakończył pisanie krótkiej powieści komediowej Skorpion i Felix, napisał też kilka wierszy miłosnych poświęconych Jenny, które zostały opublikowane. Porzucił pisarstwo i zajął się nauką języka angielskiego i włoskiego, studiami historii sztuki i tłumaczeniem klasyków łacińskich. Napisał rozprawę doktorską pod nazwą Różnice między demokrytejską a epikurejską filozofią przyrody. Pracę nad rozprawą ukończył w 1841 roku. Wzbudziła ona pewne kontrowersje w kręgach konserwatywnych profesów Uniwersytetu w Berlinie. Marx zdecydował się zaprezentować ją na bardziej liberalnym Uniwersytecie w Jenie, który w kwietniu 1841 roku nadał mu doktorat. W 1840 roku rozpoczął współpracę z wojującym ateistą Bruno Bauerem, w marcu 1841 roku zaczęli planować wydawanie pisma „Archiv des Atheismus” („Archiwum Ateizmu”), pomysł ten jednak nigdy nie został zrealizowany.
Kariera akademicka została zniwelowana przez silną opozycję rządu wobec klasycznego liberalizmu i młodoheglistów. W 1842 roku Marx przeprowadził się do Kolonii, gdzie pracował jako dziennikarz, pisząc dla radykalnej gazety „Rheinische Zeitung” („Gazeta Reńska”), wyrażając w niej swoje wczesne poglądy na temat socjalizmu i ekonomii. Krytykował zarówno prawicowe rządy europejskie, jak i ruchy liberalne oraz socjalistyczne, które uważał za szkodliwe lub nieskuteczne. Gazeta zwróciła uwagę cenzury rządu pruskiego, która przed drukowaniem materiału sprawdzała wydania pisma. Po tym, gdy w 1843 roku, „Rheinische Zeitung” opublikowała artykuł mocno krytyczny wobec monarchii rosyjskiej i cara Mikołaja I, rząd rozpoczął nagonkę na gazetę. Represje spowodowane były demokratyczno-radykalnym charakterem pisma. Doprowadziły do ustąpienia redaktora naczelnego i zamknięcia pisma w marcu 1843 roku. 19 czerwca 1843 roku Karl wziął ślub z Jenny w kościele protestanckim w Bad Kreuznach.

### Wyjazd do Paryża
Po ślubie Marx przeniósł się do Paryża. We Francji miał wraz z Arnoldem Ruge wydawać radykalne pismo emigracyjne, jednak ze względu na rozbieżności ideowe redaktorów, jak i problemy z kolportażem, wyszedł tylko jeden podwójny numer pisma zatytułowanego „Roczniki Niemiecko-Francuskie”. Marx opublikował w nim dwa eseje: Przyczynek do krytyki heglowskiej filozofii prawa i W kwestii żydowskiej, w których ostatecznie porzucił idealizm i po raz pierwszy ujawnił się jako rewolucjonista i internacjonalista, odwołujący się do Mas i Proletariatu. W 1844 stworzył Rękopisy ekonomiczno-filozoficzne, którymi rozpoczął swoją krytykę ekonomii politycznej i filozofii heglowskiej. Rozwijał w nich również teorię humanizmu socjalistycznego.
We wrześniu 1844 poznał Friedricha Engelsa, przyszłego przyjaciela i głównego współpracownika. Obaj uczestniczyli aktywnie w życiu politycznym Paryża i wspólnie opracowywali idee socjalizmu proletariackiego, czyli komunizmu. Ich pierwszą wspólną pracą była Święta rodzina, czyli krytyka krytycznej krytyki, analizująca krytycznie poglądy heglistów, ze szczególnym uwzględnieniem Bruno Bauera.

### Wyjazd do Brukseli
W 1845 roku został na skutek działań rządu pruskiego wydalony z Paryża i wyjechał do Brukseli. W latach 1845–1846 powstawał pierwszy wykład tez materializmu historycznego autorstwa obu teoretyków, zawarty w Ideologii niemieckiej. W latach 1845–1847 Marx pisał do gazet, wydawanych zarówno we Francji, jak i w Niemczech. Jego artykuły można było znaleźć w „Vor-warts, Deutsche-Brusseler Zeitung, Das Westphalische Dampfboot” i „Der Gesellschaftsspiegel”. W roku 1847 wydał Nędzę filozofii; dzieło, w którym poddał krytyce poglądy Proudhona.
Marx zaangażował się w tworzenie Związku Komunistów, którego członkiem został wraz z Engelsem wiosną 1847. W listopadzie 1847 obaj brali udział w II Zjeździe tego związku w Londynie. Ich czynny udział w związku przejawiał się również w tym, iż obaj są autorami jego programu. Stanowił go wydany w 1848 roku Manifest partii komunistycznej, który zawierał idee rozwiniętego materializmu, dialektyki, walki klas i przypisywał proletariatowi potencjał rewolucyjny. Był to pierwszy program oparty w całości na zasadach socjalizmu naukowego. Marx prowadził w tym czasie działalność publicystyczną. W 1848 wyszło jego Przemówienie w sprawie wolnego handlu. Po wybuchu rewolucji lutowej 1848, Marx został wydalony z Belgii. Wrócił do Paryża, a stamtąd po rewolucji marcowej udał się do Kolonii. Został tam redaktorem naczelnym wychodzącej od 1 czerwca 1848 do 19 maja 1849 „Nowej Gazety Reńskiej”. Marx publikował w niej m.in. artykuły Praca najemna a kapitał i Liberałowie przy władzy.

### Wyjazd do Londynu
Został oskarżony o przestępstwa prasowe i nawoływanie do stawiania oporu zbrojnego rządowi, stanął przed sądem, który go uniewinnił 9 lutego 1849. 16 maja 1849 został wydalony z Królestwa Prus. Wyjechał do Paryża, skąd po demonstracji 13 czerwca 1849 udał się do Londynu, w którym spędził resztę życia. W Anglii, borykając się z dużymi problemami finansowymi, utrzymywał się z działalności publicystycznej oraz z bezzwrotnych pożyczek od Engelsa. W Londynie podjął ostrą polemikę z krytykami swojej teorii i osoby. Od 1851 do 1862 był stałym współpracownikiem „New York Tribune”, gdzie część jego artykułów była publikowana jako materiały redakcyjne. W piśmie tym opublikował m.in. Rewolucja i kontrrewolucja w Niemczech oraz Rewelacje z dziejów dyplomacji XVIII w. Współpracował również z „Neue Oder-Zeitung” oraz wiedeńskim „Presse”.
Badał ekonomię polityczną i historię oraz tworzył kolejne dzieła. Podsumował wyniki rewolucji (1848–1851) w Osiemnasty brumaire’a Ludwika Bonaparte wydanym w 1852. Pierwszym efektem studiów ekonomicznych był Przyczynek do krytyki ekonomii politycznej. Najpełniejszy wyraz praca Marxa na tym polu znalazła w wydanym w 1867 I tomie Kapitału. Opisał w nim prawa rządzące ekonomią państw kapitalistycznych. W 1871 poddał analizie okres Komuny Paryskiej w Wojnie domowej we Francji, zaś w Krytyce programu gotajskiego skrytykował Socjaldemokratyczną Partię Niemiec.
W 1864 Marx współtworzył Międzynarodowe Stowarzyszenie Robotników, tzw. Pierwszą Międzynarodówkę, będąc jej sekretarzem, autorem pierwszej Odezwy i innych fundamentalnych pism. W 1869 jego przyjaciel i uczeń Wilhelm Liebknecht założył socjalno-demokratyczną partię robotniczą, która połączywszy się z radykalnymi zwolennikami Ferdinanda Lassale’a, stworzyła Socjaldemokratyczną Partię Robotniczą Niemiec. Doprowadził również do przeniesienia Rady Generalnej Międzynarodówki do Nowego Jorku po kongresie w Hadze w 1872. Równocześnie zajmował się redagowaniem Kapitału, w czym przeszkodziła mu choroba. Dzieło zostało ukończone przez Friedricha Engelsa na podstawie zgromadzonych zapisków i wydane po śmierci Karla Marxa.

### Śmierć i pochówek

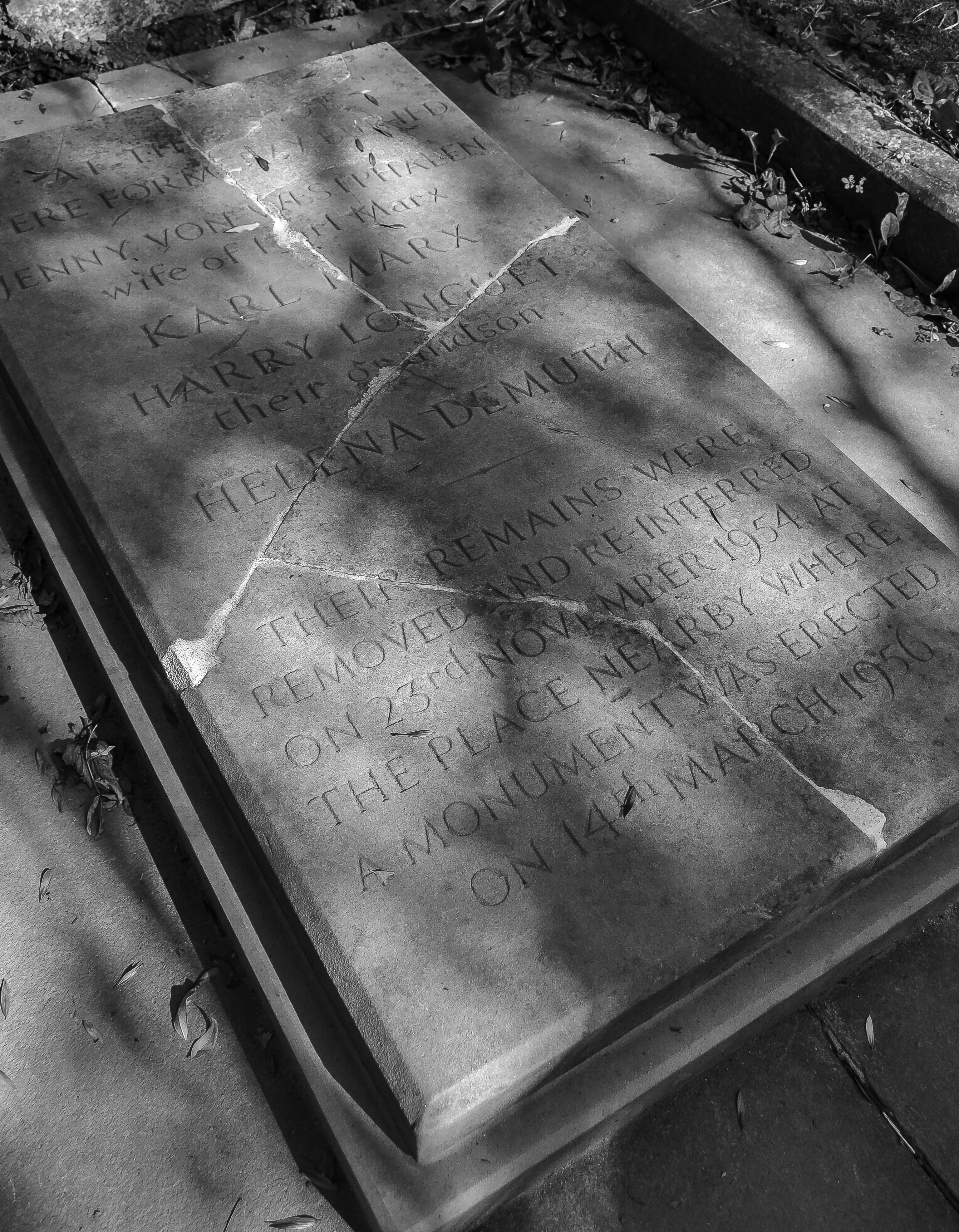
Pierwszy grób Marxa, bez szczątków Marxa i jego rodziny, które zostały ekshumowane do nowego grobu (2018)

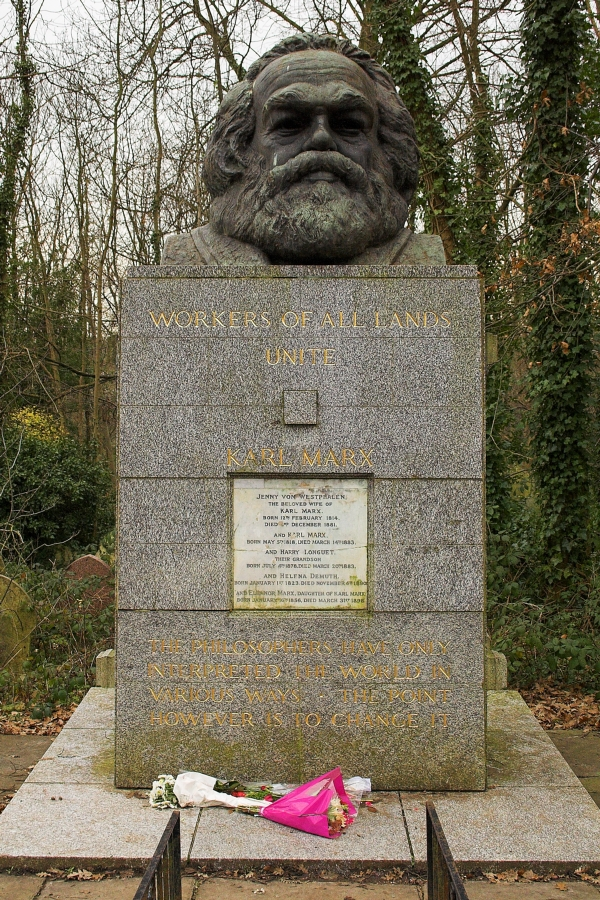
Drugi grób Marxa, ze szczątkami Marxa i jego rodziny (2006)

2 grudnia 1881 zmarła żona Marxa, zaś w 1883 on sam. Oboje zostali pochowani na Highgate Cemetery w Londynie. W chwili śmierci Marx był bezpaństwowcem. W 1956 dzięki funduszom Komunistycznej Partii Wielkiej Brytanii dokonano przeniesienia szczątków Marxa i jego rodziny do nowego grobu we wschodniej części cmentarza. Autorem projektu nowego nagrobka był Laurence Bradshaw.

## Poglądy
Karl Marx uchodzi za założyciela tzw. socjalizmu naukowego, który, wyrósłszy z jego poglądów filozoficznych, tylko w związku z nimi staje się zrozumiały. Marx pozostawał stale pod wpływem filozofii Hegla, zachował też jego sposób dociekania, jego dialektyczną metodę i przekonanie o identyczności „bytu” i „myślenia”. Szczytowym zakończeniem filozoficznego systemu Marxa jest jego materialistyczne pojmowanie dziejów, oparte na historycznym materializmie.
Pod względem ekonomicznym Karl Marx jest uczniem Davida Ricarda, na którego teorii o wartości pracy oparł swój własny system, zwłaszcza teorię wyzysku. Podobnie jak Ricardo, Marx zapatruje się bardzo pesymistycznie na położenie klasy pracującej i przepowiada upadek kapitalistycznego ustroju wskutek ciągłego wzrostu klasy robotniczej i coraz bardziej zaostrzających się kryzysów (teoria katastrof).
Marx był ateistą i pozostał nim do końca życia. W Przyczynku do krytyki heglowskiej filozofii prawa określił religię mianem opium ludu:

Nędza religijna jest jednocześnie wyrazem rzeczywistej nędzy i protestem przeciw nędzy rzeczywistej. Religia jest westchnieniem uciśnionego stworzenia, sercem nieczułego świata, jest duszą bezdusznych stosunków. Religia jest opium ludu.

Był też jednym z twórców pojęcia alienacji religijnej.

## Stan zdrowia
Marks cierpiał na zły stan zdrowia, który sam opisywał jako „nędzę istnienia”. Lubił mocno przyprawione potrawy, wędzone ryby, kawior, kiszone ogórki, „z których żadne nie jest dobre dla pacjentów z chorą wątrobą”, lubił też wino i likiery i palił mnóstwo cygar, „a ponieważ nie miał pieniędzy, były to zazwyczaj cygara złej jakości”. Po przystąpieniu do klubu pijackiego Trewir Tavern Club w latach 30. XIX wieku Marx zaczął dużo pić i kontynuował to aż do śmierci. 

## Teoria wartości Marxa

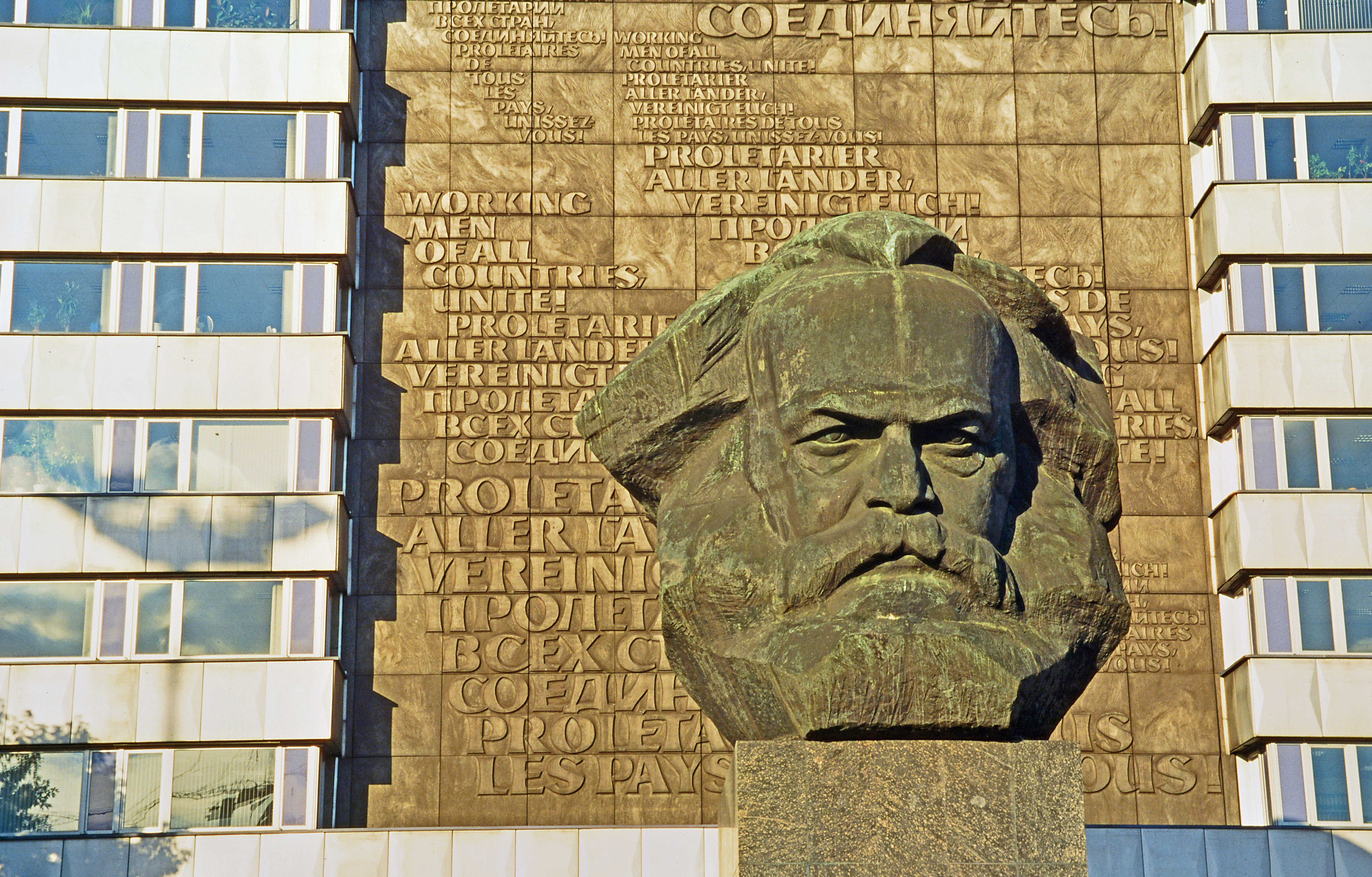
Pomnik Karla Marxa w Chemnitz, 1971 (2002)

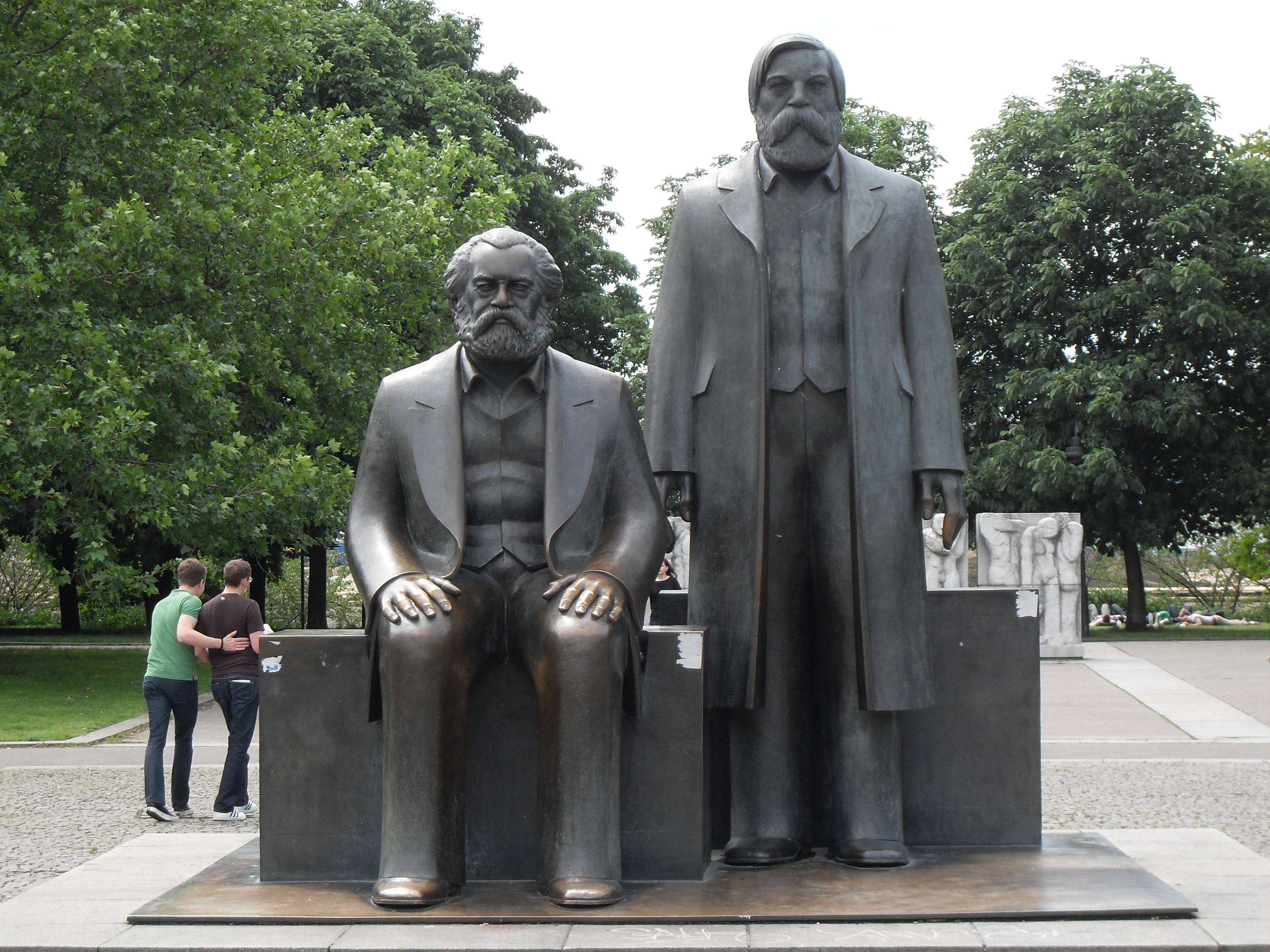
Pomnik Karla Marxa i Friedricha Engelsa w Berlinie, 1986 (2005)

Amerykański ekonomista Paul Sweezy w swojej pracy Teoria rozwoju kapitalizmu stwierdza, że dla Marxa w odróżnieniu od Adama Smitha wymiana nie jest czymś bardziej pierwotnym niż praca i jej podział. Towar jest czymś co zaspokaja potrzeby ludzkie, elementarną jednostką w kapitalistycznej formie produkcji. Towar posiada jednocześnie dwie formy wartości: użytkową i wymienną. Towar może mieć wartość użytkową (materialna podstawa wartości) wynikającą z tego czym on jest (jego własności). Urzeczywistnia się ona przez użycie lub spożycie danego towaru. Poza tym ma też wartość wymienną (wielkość wartości) opartą na relacji wartości użytkowych wymienianych towarów. Każda jednostkowa proporcja wymiany towaru x na towar y jest określoną wartością wymienną, aby znaleźć wspólny mianownik dla wymiany towarów konieczny jest ekwiwalent, czyli towar za pośrednictwem którego można dokonywać wymiany, pieniądz stanowi taki uniwersalny ekwiwalent.

### Fetyszyzm towarowy a wartość wymienna
Choć wartość wymienna określa relacje między produktami, to w istocie wyraża stosunki między producentami. Nie tylko ilościowy stosunek wartości wymiennych wyrażonych w pieniądzu (cena), ale i szereg społecznych stosunków między członkiniami i członkami społeczeństwa kapitalistycznego. Stosunki między produkującymi i wymieniającymi towary ludźmi otrzymują swoją symboliczną materializację w postaci towarów:
Jednakowość różnych prac ludzkich otrzymuje rzeczową postać jednakowej wartości przedmiotowej produktów pracy; czas jako miernik wydatkowania ludzkiej siły roboczej przybiera postać wielkości wartości produktów pracy; wreszcie, stosunki wzajemne wytwórców, w których urzeczywistniają się owe społeczne określenia ich prac, przybierają formę społecznego stosunku między produktami pracy.
Wartość towarów (w tym samej pracy), to jakie towary są produkowane, jakie konsumowane, wydaje się rządzić społeczeństwem kapitalistycznym. Martwe przedmioty wydają się mieć olbrzymie znaczenie i kierować poczynaniami ludzi, podczas gdy w rzeczywistości sytuacja jest odwrotna: towary są wyrazem i odzwierciedleniem społecznych stosunków. Fakt, że towary można nabyć na rynku sprawia, że powstaje pozór jakoby można było wraz z towarem nabyć same stosunki społeczne, które one reprezentują. Przykładowo, towar wyprodukowany w przemyśle, stojącym wysoko w hierarchii globalnego podziału pracy, taki jak ekskluzywna limuzyna, powinien stanowić symbol wysokiego statusu właściciela. Według Marxa, sytuacja jest zupełnie odwrotna: to wysoki status społeczny i władza, którą dysponuje jednostka zostaje przypisana towarowi, jakim jest ekskluzywna limuzyna. Pozór fetyszyzmu towarowego nie jest jednak czystą mrzonką. Jest raczej specyficzną dla gospodarki towarowej formą doświadczania życia społecznego. W odmiennych społeczeństwach taką podstawową formą może być dar. Uznaje się symboliczną wartość towarów jako nośników relacji społecznych, przez co, choć są one tylko nośnikami i środkami, to zdają się być źródłem wartości. Ludzie wierzą, że limuzyna jest źródłem prestiżu, podczas gdy jest jedynie jego nośnikiem i jako taka jest w równym stopniu wytworem techniki, co wytworem kulturowym społeczeństwa.

### Praca i wyzysk – wartość dodatkowa
Praca stanowi podstawę analizy Marxa, ponieważ dzięki niej jako kategorię można rozpatrywać towar „siłę roboczą”, jako nośnik stosunków społecznych i wartości wymiennej. Tylko w ten sposób możliwe jest rozpatrywanie towaru nie jako przedmiotu konsumpcji, tylko jako przedmiotu produkcji (produkcji jako wyniku pracy). Sama praca jest w kapitalizmie towarem i jako taki da się rozłożyć na pracę użyteczną (czyli taką, która wytwarza wartość użytkową jej produktu) oraz pracę abstrakcyjną (wydatkowaną siłę roboczą). Praca nie jest albo użyteczna albo abstrakcyjna. Jest zawsze jednocześnie użyteczna i abstrakcyjna, tak jak towar posiada zawsze wartość użytkową i wymienną. O ile praca użyteczna jest po prostu zestawem fizycznych czynności, o tyle praca abstrakcyjna jest właśnie sposobem w jaki ta praca jest w kapitalizmie waloryzowana. Nie chodzi tu o prostą ocenę wartości np. 15 zł za godzinę pracy, ale zarówno o warunki które określają wartość pracy (nie tylko ekonomicznych, ale i społecznych oraz politycznych), jak i proces, w którym praca i jej wytwory (towary) przybierają taką formę (w innych społeczeństwach wymiana i społeczny podział pracy może przybrać zupełnie inną postać). Jak twierdzi Sweezy:
[...] towar ma coś wspólnego z wszystkimi innymi towarami (tj. że wszystkie one są wartościami), a mianowicie to, że wchłania część całkowitej rozporządzalnej w społeczeństwie siły roboczej (tj. że wszystkie towary są zmaterializowaną abstrakcyjną pracą). Ta właśnie cecha charakterystyczna towarów (która zakłada wartość użytkową i przejawia się sama w wartości wymiennej) czyni z „towaru” punkt wyjścia i centralną kategorię ekonomii politycznej współczesnej epoki.
Pracę jako towar można ująć od strony ilościowej, co Marx ujmuje jako czas pracy. Innym sposobem jest mierzenie pracy jako towaru na rynku, czyli ceny siły roboczej, jest to sposób badania przejawiania się pracy, a nie badania pracy jako źródła wartości. Badanie ilościowego aspektu wartości to badanie praw rządzących podziałem siły roboczej do różnych działów (dziś powiedzielibyśmy sektorów) produkcji w społeczeństwie kapitalistycznym, zatem teoria wartości powinna wyjaśniać: a) stosunki wymienne między towarami b) ilość wytwarzanych towarów c) przydział siły roboczej do działów produkcji.

## Poglądy dotyczące Polski
Marx miał wyraziste i zdecydowane poglądy w sprawie Polski, której niepodległość w pełni popierał. Jego zainteresowanie Polską można datować od powstania krakowskiego (1846). Marx czytał prace Joachima Lelewela poświęcone historii Rzeczypospolitej i uważał Polskę za zaporę dla rosyjskiego imperializmu, dążącego do dominacji m.in. w Europie. Krytykował także brak pomocy dla Polaków ze strony mocarstw, który w jego ocenie mógł doprowadzić do złamania ducha oporu wobec Rosji. Znaczący wzrost jego zainteresowania sprawą polską miał miejsce w okresie powstania styczniowego (1863–1864), upadek którego Marx uznał za jedno z dwóch najważniejszych wydarzeń w Europie po 1815 r. W ocenie Marxa upadek powstania miał zniechęcić Polaków do walki o suwerenność i umocnić pozycję Rosji.
Marx organizował zbiórki pieniędzy dla polskich emigrantów wbrew oporowi prasy i parlamentarzystów, występował na wiecach upamiętniających powstanie i protestował przeciw wydawaniu rosyjskim władzom powstańców przebywających na Zachodzie. Gmina Centralna Londyńskiego Zjednoczenia Emigracji Polskiej imiennie podziękowała Marxowi za jedno z jego przemówień. Krytykę braku reakcji na podbój Polski przez Rosję Marx zawarł w manifeście I Międzynarodówki. Córka Marxa Jenny nosiła polski krzyż powstańczy, co Marx osobiście popierał.

Jedna tylko alternatywa pozostała Europie. Albo barbarzyństwo azjatyckie pod moskiewskim przywództwem zaleje ją jak lawina, albo musi ona odbudować Polskę tak, aby między nią a Azją stanęło dwadzieścia milionów bohaterów i by dzięki temu zyskała ona na czasie na dokonanie swego społecznego odrodzenia.

## Dzieła

### Główne dzieła w przekładzie polskim
- Różnica między demokrytejską a epikurejską filozofią przyrody (1841), tłum. Irena Krońska, Książka i Wiedza, Warszawa 1966
- Przyczynek do krytyki heglowskiej filozofii prawa (1843), [w:] K. Marks, F. Engels, Dzieła, t. I, wyd. II, Książka i Wiedza, Warszawa 1962, s. 243–407
- Rękopisy ekonomiczno-filozoficzne z 1844 r. (1844), tłum. Konstanty Jażdżewski i Tadeusz Zabłudowski, Książka i Wiedza, Warszawa 1958
- W kwestii żydowskiej (1844), Instytut Wydawniczy „Renaissance”, Warszawa 1938
- Ideologia niemiecka (1845), [w:] Dzieła, t. III, tłum. Kazimierz Błeszyński i Salomon Filmus, Książka i Wiedza, Warszawa 1961
- Święta rodzina, czyli Krytyka krytycznej krytyki. Przeciwko Brunonowi Bauerowi i spółce (1845), tłum. Tadeusz Kroński i Salomon Filmus, Książka i Wiedza, Warszawa 1957
- Tezy o Feuerbachu (1845), [w:] K. Marks, F. Engels, Ludwik Feuerbach i zmierzch klasycznej filozofii niemieckiej, Moskwa 1946
- Nędza filozofii. Odpowiedź na „Filozofię nędzy” p. Proudhona (1847), tłum. Kazimierz Błeszyński, Spółdzielnia Wydawnicza „Książka”, Warszawa 1948
- Manifest partii komunistycznej (1848), tłum. Irena Koberdowa, Książka i Wiedza, Warszawa 1979
- Osiemnasty brumaire'a Ludwika Bonaparte (1852), tłum. Zygmunt Simbierowicz, PWN, Warszawa 1969
- Zarys krytyki ekonomii politycznej (1857), tłum. Zygmunt Jan Wyrozembski, Książka i Wiedza, Warszawa 1986
- Przyczynek do krytyki ekonomii politycznej (1859), tłum. Edward Lipiński, wyd. II, Książka i Wiedza, Warszawa 1955
- Kapitał. Krytyka ekonomii politycznej (3 t., 1867–1894)
- Krytyka programu gotajskiego (1875), Książka i Wiedza, Warszawa 1975

### Wydania zbiorowe dzieł w języku polskim
- Karol Marx, Pisma pomniejsze, tłum. Leon Winiarski(inne języki), 3 t., Librairie Keva, Paris 1886–1889 (wydanie II jednotomowe: 1907)[b]
- Niewydane pisma Karola Marksa: 1. Listy Marksa do Kugelmana; 2. Przyczynek do krytyki socjal-demokratycznego programu partyjnego, red. i tłum. Henryk Grossmann, Spółdzielnia Księgarska „Książka”, Warszawa 1923
- Karol Marks, Dzieła wybrane w dwóch tomach, t. 1, Wydawnictwo Literatury w Językach Obcych, Moskwa 1941 (opracowanie: Instytut Marksa-Engelsa-Lenina przy KC WKP(b))
  - wydanie II: 2 t., Spółdzielnia Wydawnicza „Książka”, Łódź 1947
- Karol Marks, Fryderyk Engels, Dzieła wybrane, 2 t., Książka i Wiedza, Warszawa 1949
- Karol Marks, Fryderyk Engels, Listy wybrane, Książka i Wiedza, Warszawa 1951 (opracowanie: Instytut Marksa-Engelsa-Lenina przy KC WKP(b); wyd. II: 1982)
- Karol Marks, Fryderyk Engels, Dzieła, 39 t., Książka i Wiedza, Warszawa 1960–1979 (oparte na 39-tomowej serii głównej z lat 1955–1974 rosyjskiego wydania II dzieł zebranych pt. Cочинения, przygotowanego przez Instytut Marksizmu-Leninizmu przy KC KPZR w Moskwie[50][c]; t. 23–25 obejmują Kapitał)
  - wydanie II dla tomów 1 (1962), 2 (1979), 3 (1975), 4 (1986), 25 (1983), 27 (1989); wydanie III dla tomu 1 (1976)
- Karol Marks, Fryderyk Engels, Listy, Książka i Wiedza, Warszawa 1979
- Karol Marks, Fryderyk Engels, Dzieła wybrane, 3 t., Książka i Wiedza, Warszawa 1981–1982 (wyboru dokonali Jerzy Kamieniecki, Jan Maciejczyk, Stefan Opara)

### Antologie tematyczne prac w języku polskim
- Karol Marks, Fryderyk Engels, Wilhelm Liebknecht, Odbudowanie Polski (zbiór artykułów o kwestyi polskiej), tłum. Bolesław Jędrzejowski, Książka, Lwów 1904 (wyd. II: Warszawa 1910)
- Karol Marks, Fryderyk Engels, Wybrane pisma filozoficzne 1844–1846, tłum. Leszek Kołakowski i Kazimierz Błeszyński, Książka i Wiedza, Warszawa 1949
- Marks i Engels o Polsce. Zbiór materiałów w dwóch tomach, red. Helena Michnik, 2 t., Książka i Wiedza, Warszawa 1960 (wyd. II skrócone jako Marks i Engels o Polsce, 1971)
- Karol Marks, Przyczynki do historii kwestii polskiej (rękopisy z lat 1863–1864), tłum. Zygmunt Bogucki, red. Helena Michnik, Stefan Bergman, Książka i Wiedza, Warszawa 1971
- Karol Marks, Fryderyk Engels, O materializmie historycznym (wybór tekstów), Książka i Wiedza, Warszawa 1975
- Karol Marks, Fryderyk Engels, Włodzimierz Lenin, O problemach ekonomicznych. Wybór tekstów, PWN, Warszawa 1977 (wyboru dokonali Wiesława Krasicka, Eugeniusz Matula, Stanisław Styk)
- Karol Marks, Fryderyk Engels, Włodzimierz Lenin, O niepodległości Polski, Książka i Wiedza, Warszawa 1978
- Karol Marks, Fryderyk Engels, O języku, Książka i Wiedza, Warszawa 1978
- Karol Marks, Pisma wybrane. Człowiek i socjalizm, PWN, Warszawa 1979 (wyboru dokonał Jerzy Ładyka)
- Karol Marks, Fryderyk Engels, Włodzimierz Lenin, O religii. Wybór, Książka i Wiedza, Warszawa 1984
- Karol Marks, Fryderyk Engels, Włodzimierz Lenin, O anarchizmie i anarchosyndykalizmie. Wybór, Książka i Wiedza, Warszawa 1984
- Karol Marks, Fryderyk Engels, Włodzimierz Lenin, O materializmie dialektycznym. Wybór, Książka i Wiedza, Warszawa 1985
- Karol Marks, Fryderyk Engels, O reformizmie. Wybór, Książka i Wiedza, Warszawa 1985
- Karol Marks, Fryderyk Engels, Włodzimierz Lenin, O sprawiedliwości społecznej. Wybór, Książka i Wiedza, Warszawa 1986
- Karol Marks, Fryderyk Engels, Włodzimierz Lenin, O prasie, red. Tomasz Goban-Klas, Ośrodek Badań Prasoznawczych, Kraków 1987
- Karol Marks, O kwestii polskiej, red. Holger Politt, Przemysław Wielgosz, Instytut Wydawniczy „Książka i Prasa”, Warszawa 2018 (wyd. II: 2020)